# Ivan Kramar
Ivan Kramar - Ge, slovenski partizan in politični komisar, * 15. april 1915, † ?.
V NOV in POS je vstopil 23. marca 1942. Kot pripadnik 15. divizije NOVJ je bil eden izmed odposlancev, ki so se udeležili Zbora odposlancev slovenskega naroda v Kočevju.